# ارزیابی املاک
ارزیابی املاک (انگلیسی: Real estate appraisal) ارزیابی اموال یا ارزیابی زمین، به فرایند برآورد و ارزشیابی در املاک و مستغلات اطلاق می‌گردد، که اغلب بر پایه میزان قیمت بازار انجام می‌شود. معاملات املاک (بر خلاف معاملات سهام شرکت‌ها که به صورت یکسان، روزانه و متمرکز در یک محل بنام بازار بورس انجام می‌گیرد) بعلت منحصر بفرد بودن شرایط فیزیکی هر ملک، اغلب نیازمند ارزیابی می‌باشند و وضعیت هر ملک، عامل کلیدی در ارزیابی ارزش آن بشمار می‌آید. عوامل تأثیرگذار بر تغییر ارزش ملک در فاصله میان دو ارزیابی، شامل نوسازی، توسعه یا بهبود شرایط فیزیکی خانه می‌باشد. گزارش‌های ارزیابی اغلب مبنای وام‌های مسکن و رهنی، میزان مالیات و قیمت فروش را تشکیل می‌دهند.